# Żemczużyna Soczi
Żemczużyna Soczi (ros. Футбольный клуб «Жемчужина-Сочи», Futbolnyj Kłub "Żemczużyna" Soczi) – rosyjski klub piłkarski z siedzibą w mieście Soczi.

## Historia
Chronologia nazw:
- 1991: Żemczużyna Soczi (ros. «Жемчужина» Сочи)
- 1992: Żemczużyna-Amerus Enterprices Soczi (ros. «Жемчужина-Амерус Энтерпрайзис» Сочи)
- 1993: Żemczużyna Soczi (ros. «Жемчужина» Сочи)
- 1994: Żemczużyna-Kubań Soczi (ros. «Жемчужина-Кубань» Сочи)
- 1995-2003: Żemczużyna Soczi (ros. «Жемчужина» Сочи)
- 2007: Żemczużyna-A Soczi (ros. «Жемчужина-А» Сочи)
- 2008-...: Żemczużyna Soczi (ros. «Жемчужина-Сочи»)

Założony w 1991. W 1991 występował w Drugiej Niższej Lidze. 
W Mistrzostwach Rosji klub w 1992 zdobył mistrzostwo w Pierwszej Lidze, grupie Zachodniej, i od 1993 występował w Wyższej Lidze. W 1999 zajął 15 miejsce i spadł najpierw do Pierwszej Dywizji, a potem w 2000 do Drugiej Ligi, grupy Południowej.
Po sezonie 2003 został rozformowany. W 2007 ponownie odrodzony i występował w Amatorskiej Lidze. Od 2008 występuje w Drugiej Lidze, grupie Południowej. Obecnie zespół gra w Rosyjskiej Pierwszej Dywizji (III poziom ligowy).
W 2011 klub został rozformowany, ale po roku ponownie odrodzony, jednak w 2013 po raz kolejny rozformowany.

## Sukcesy
- 1. miejsce w Drugiej Niższej Lidze ZSRR: 1991
- 9. miejsce w Rosyjskiej Wyższej Lidze: 1994
- 1/8 finału w Pucharze Rosji: 1995, 1996, 1999